# Kurt Wallander
Kurt Wallander er en fiktiv person i en serie af kriminalromaner skrevet af Henning Mankell. Han er en fraskilt midaldrende mand, som indimellem får besøg af sin datter. Han elsker og lytter ofte til opera. Han lever ikke særligt sundt, og hans helbred er begyndt at vakle. Han besøger af og til sin gamle far, der bor på landet og ernærer sig ved at male kitsch.
De oprindelige bøger om Kurt Wallander er blevet filmatiseret som tv-serier og spillefilm, hvor rollen som Wallander spilles af Rolf Lassgård, Krister Henriksson, Kenneth Branagh, Gustaf Skarsgård og Lennart Jähkel.
Jan Guillou lånte Kurt Wallander til den tiende Hamilton-kriminalroman En borger hævet over enhver mistanke fra 1995. Guillou og Mankell skrev tilsammen tv-serien Talismanen (hvor helten hedder Wallton, en ordleg på deres respektive romanhelte Wallander og Hamilton), og her forekommer Kurt Wallander også, spillet af Lennart Jähkel.